# Muranów
Muranów je část polské metropole Varšavy. Nachází se ve střední části města, na západním břehu řeky Visly. Vymezena je úsekem železniční tratě mezi stanicemi Warszawa Gdańska a Warszawa Wola, ulicemi Aleja Jana Pawla II., Aleja Solidarności, Miodowa a Bonifraterska.

## Historie
Roku 1686 navrhl italský architekt Józef Szymon Bellotti, pracující ve službách Jana III. Sobieskiho, palác, kterému začal říkat Murano. Později se zdejší oblasti začalo říkat Muranów. V následujících století palác zpustl, až nakonec spadl. Na počátku 20. století byly zdejší parcely rozděleny mezi židovské obyvatelstvo. Během druhé světové války zde vzniklo ghetto, ve kterém na počátku roku 1943 vypuklo povstání. Němečtí okupanti ho však krvavě potlačili. Po druhé světové válce byla realizována výstavba nových domů.